# Matsumyia bimaculata
Matsumyia bimaculata är en tvåvingeart som beskrevs av Huo och Ren 2006. Matsumyia bimaculata ingår i släktet Matsumyia och familjen blomflugor. Inga underarter finns listade i Catalogue of Life.